# Davy Pröpper
Davy Pröpper (Arnhem, Países Bajos, 2 de septiembre de 1991) es un exfutbolista neerlandés que jugaba como centrocampista.

## Trayectoria
El 4 de enero de 2022 anunció su retirada a los 30 años de edad debido a la falta de motivación y a la disconformidad con la vida del futbolista. Un año después decidió volver y el 27 de enero firmó por el primer equipo de su carrera, el S. B. V. Vitesse, hasta junio de 2024. Esta segunda etapa en el club estuvo marcada por problemas físicos que apenas le dejaron jugar, por lo que en mayo de 2024 se retiró por segunda vez.

## Estadísticas
Actualizado al final de carrera.
| Club                                    | Div.          | Temporada     | Liga  | Liga  | Copas nacionales | Copas nacionales | Torneos internacionales | Torneos internacionales | Total | Total |
| Club                                    | Div.          | Temporada     | Part. | Goles | Part.            | Goles            | Part.                   | Goles                   | Part. | Goles |
| --------------------------------------- | ------------- | ------------- | ----- | ----- | ---------------- | ---------------- | ----------------------- | ----------------------- | ----- | ----- |
| S. B. V. Vitesse · Países Bajos         | 1.ª           | 2009-10       | 11    | 0     | 0                | 0                | —                       | —                       | 11    | 0     |
| S. B. V. Vitesse · Países Bajos         | 1.ª           | 2010-11       | 29    | 3     | 3                | 1                | —                       | —                       | 32    | 4     |
| S. B. V. Vitesse · Países Bajos         | 1.ª           | 2011-12       | 19    | 1     | 3                | 0                | —                       | —                       | 22    | 1     |
| S. B. V. Vitesse · Países Bajos         | 1.ª           | 2012-13       | 14    | 0     | 3                | 2                | 4                       | 0                       | 21    | 2     |
| S. B. V. Vitesse · Países Bajos         | 1.ª           | 2013-14       | 35    | 7     | 2                | 0                | 1                       | 0                       | 38    | 7     |
| S. B. V. Vitesse · Países Bajos         | 1.ª           | 2014-15       | 34    | 7     | 4                | 0                | —                       | —                       | 38    | 7     |
| PSV Eindhoven · Países Bajos            | 1.ª           | 2015-16       | 33    | 10    | 3                | 1                | 8                       | 1                       | 44    | 12    |
| PSV Eindhoven · Países Bajos            | 1.ª           | 2016-17       | 34    | 6     | 3                | 3                | 6                       | 1                       | 43    | 10    |
| PSV Eindhoven · Países Bajos            | 1.ª           | 2017-18       | 0     | 0     | 0                | 0                | 2                       | 0                       | 2     | 0     |
| Brighton & Hove Albion F. C. Inglaterra | 1.ª           | 2017-18       | 35    | 0     | 5                | 0                | —                       | —                       | 40    | 0     |
| Brighton & Hove Albion F. C. Inglaterra | 1.ª           | 2018-19       | 30    | 1     | 5                | 0                | —                       | —                       | 35    | 1     |
| Brighton & Hove Albion F. C. Inglaterra | 1.ª           | 2019-20       | 35    | 1     | 0                | 0                | —                       | —                       | 35    | 1     |
| Brighton & Hove Albion F. C. Inglaterra | 1.ª           | 2020-21       | 7     | 0     | 4                | 0                | —                       | —                       | 11    | 0     |
| Brighton & Hove Albion F. C. Inglaterra | Total club    | Total club    | 107   | 2     | 14               | 0                | 0                       | 0                       | 121   | 2     |
| PSV Eindhoven · Países Bajos            | 1.ª           | 2021-22       | 9     | 1     | 1                | 0                | 6                       | 0                       | 16    | 1     |
| PSV Eindhoven · Países Bajos            | Total club    | Total club    | 76    | 17    | 7                | 4                | 22                      | 2                       | 105   | 23    |
| S. B. V. Vitesse · Países Bajos         | 1.ª           | 2022-23       | 2     | 0     | —                | —                | —                       | —                       | 2     | 0     |
| S. B. V. Vitesse · Países Bajos         | 1.ª           | 2023-24       | 2     | 0     | 1                | 1                | —                       | —                       | 3     | 1     |
| S. B. V. Vitesse · Países Bajos         | Total club    | Total club    | 146   | 18    | 16               | 4                | 5                       | 0                       | 167   | 22    |
| Total carrera                           | Total carrera | Total carrera | 329   | 37    | 37               | 8                | 27                      | 2                       | 393   | 47    |
| 1. 2.                                   |               |               |       |       |                  |                  |                         |                         |       |       |

## Palmarés

### Títulos nacionales
| Título                        | Club          | País         | Año  |
| ----------------------------- | ------------- | ------------ | ---- |
| Supercopa de los Países Bajos | PSV Eindhoven | Países Bajos | 2015 |
| Eredivisie                    | PSV Eindhoven | Países Bajos | 2016 |
| Supercopa de los Países Bajos | PSV Eindhoven | Países Bajos | 2016 |
| Supercopa de los Países Bajos | PSV Eindhoven | Países Bajos | 2021 |